# Grand Prix Jef Scherens 1987
La 23e édition du Grand Prix Jef Scherens a eu lieu le 20 septembre 1987. Elle a été remportée par le Belge Ronny Van Holen.

## Classement final
Ronny Van Holen remporte la course en parcourant les 208 km en 5 h 23 min 0 s à la vitesse moyenne de 38,637 km/h.
| Classement final | Classement final  | Classement final | Classement final                        | Classement final  |
|                  | Coureur           | Pays             | Équipe                                  | Temps             |
| ---------------- | ----------------- | ---------------- | --------------------------------------- | ----------------- |
| 1er              | Ronny Van Holen   | Belgique         | Lucas-Mullers-Orbea-Atlanta             | en 5 h 23 min 0 s |
| 2e               | Dirk Clarysse     | Belgique         | Teveblad-Merckx                         |                   |
| 3e               | Wilfried Peeters  | Belgique         | Sigma Coatings-Cicli Diamant            |                   |
| 4e               | Werner Devos      | Belgique         | Lucas-Mullers-Orbea-Atlanta             |                   |
| 5e               | Dick Dekker       | Pays-Bas         | Transvemij-Van Schilt-Floorgres-Gardeni |                   |
| 6e               | Koenraad Van Rooy | Belgique         | Roland-Skala-TW-Chiori-Colnago          |                   |
| 7e               | Martin Schalkers  | Pays-Bas         | Transvemij-Van Schilt-Floorgres-Gardeni |                   |
| 8e               | Patrick Roelandt  | Belgique         | Roland-Skala-TW-Chiori-Colnago          |                   |
| 9e               | Bruno Geuens      | Belgique         | Roland-Skala-TW-Chiori-Colnago          |                   |
| 10e              | Jan Bogaert       | Belgique         | Transvemij-Van Schilt-Floorgres-Gardeni |                   |
| modifier         |                   |                  |                                         |                   |